# Pseudinca macgillavryi
Pseudinca macgillavryi är en skalbaggsart som beskrevs av Valck Lucassen 1933. Pseudinca macgillavryi ingår i släktet Pseudinca och familjen Cetoniidae. Inga underarter finns listade i Catalogue of Life.